# Flexibele-endoscopendeskundige
Een flexibele-endoscopendeskundige is een functionaris binnen de gezondheidszorg. Een belangrijke taak van de flexibele-endoscopendeskundige is het voorkomen van het gebruik van beschadigde en verontreinigde flexibele endoscopen, die een besmettingsrisico vormen voor patiënt en medewerker. 
De taken van de deskundige dienen ter ondersteuning aan de endoscopie en de centrale sterilisatie-afdeling binnen de gezondheidszorginstelling. De flexibele endoscopen worden regelmatig preventief onderworpen aan een technische controle. 
In het kader van de Steriele Medische Hulpmiddelen en/of Deskundige Reiniging en Desinfectie Flexibele Endoscopen wordt er een duidelijk onderscheid gemaakt tussen een hygiënist en een flexibele-endoscopendeskundige. De hygiënist is bekend met het reinigen en desinfecteren van flexibele endoscopen. De flexibele-endoscopendeskundige is gespecialiseerd in het technische gedeelte waardoor de flexibele endoscopen goed gereinigd en gedesinfecteerd kunnen worden. Met als einddoel patiëntveilige flexibele endoscopen.